# مهدي إسلامي
مهدي إسلامي هو لاعب كرة قدم إيراني في مركز الدفاع، ولد في 8 يناير 1992. لعب مع نادي استقلال طهران.

## وصلات خارجية
- مهدي إسلامي على موقع قاعدة بيانات كرة القدم.إي يو (الإنجليزية)